# Charles Lecocq
Alexandre Charles Lecocq (Parijs, 3 juni 1832 – aldaar, 24 oktober 1918) was een Frans componist. Hij gebruikte voor bepaalde werken het pseudoniem: Georges Stern.

## Levensloop
Lecocq werd geboren als een van vijf kinderen uit een arm gezin. Hij was van jongs af aan gehandicapt en aangewezen op krukken. Vanaf 1849 studeerde hij - samen met Georges Bizet en Camille Saint-Saëns - aan het Conservatoire national supérieur de musique in Parijs bij François Bazin (harmonieleer), Jacques Fromental Halévy (compositie) en - ondanks zijn handicap niet zonder succes - bij François Benoist (orgel). Het publiek werd voor het eerst attent op Lecocq toen hij tijdens een wedstrijd georganiseerd door Jacques Offenbach samen met Bizet de 1e prijs won met zijn operette Le docteur Miracle. Deze prijs bepaalde zijn toekomstige carrière: Lecocq wijdde zich vanaf dat moment aan het lichte muzikale genre.
Het bekendste werk van de componist is de opéra comique (operette) La Fille de Madame Angôt. Hij is auteur van talrijke opera's, een groot aantal operettes en meer dan 100 liederen. Zijn werken zijn meestal opgebouwd volgens de toenmalige muzikale smaak, met naast theatrale effecten ook sterke lyrische delen.

## Composities

### Werken voor harmonieorkest
- Giroflé-Girofla, ouverture - bewerkt door Antonius Adrianus Maria Tierolff
- La Fille de Madame Angôt, ouverture - bewerkt door Antonius Adrianus Maria Tierolff

### Muziektheater

#### Opera's
| Voltooid in | titel                      | aktes       | première                                            | libretto                                                           |
| ----------- | -------------------------- | ----------- | --------------------------------------------------- | ------------------------------------------------------------------ |
| 1867        | L'Amour et son carquois    | 2 bedrijven | 20 januari 1868, Parijs, Théâtre Athénée            | Philodème Octave Marquet en A.J.R. Delbès                          |
| 1868        | Les Jumeaux de Bergame     | 1 akte      | 20 november 1868, Parijs, Théâtre Athénée           | William Busnach                                                    |
| 1869        | Le Rajah de Mysore         | 1 akte      | 21 september 1869, Parijs, Bouffes-Parisiens        | Henri Chivot en Alfred Duru                                        |
| 1870        | Le Beau Dunois             | 1 akte      | 13 april 1870, Parijs, Théâtre des Variétés         | Henri Chivot, Alfred Duru                                          |
| 1871        | Le Testament de M. de Crac | 1 akte      | 23 oktober 1871, Parijs, Bouffes-Parisiens          | Jules Moinaux                                                      |
| 1872        | Les Cent vierges           | 3 bedrijven | 17 maart 1872, Brussel, Théâtre Alcazar             | Nicolaïe Clairville, Henri Chivot en Alfred Duru                   |
| 1872        | La Fille de Madame Angôt   | 3 bedrijven | 4 december 1872, Brussel, Fantaisies parisiennes    | Nicolaïe Clairville, Paul Siraudin en Victor Koning                |
| 1874        | Giroflé-Girofla            | 3 bedrijven | 21 maart 1874, Brussel, Fantaisies parisiennes      | Eugène Leterrier en Albert Vanloo                                  |
| 1874        | Les Prés Saint-Gervais     | 3 bedrijven | 14 november 1874, Parijs, Théâtre Variétés          | Victorien Sardou en Philippe Gille                                 |
| 1875        | Le Pompon                  | 3 bedrijven | 10 november 1875, Parijs, Folies Dramatiques        | Henri Chivot, Alfred Duru                                          |
| 1875        | La Petite mariée           | 3 bedrijven | 21 december 1875, Parijs, Théâtre Renaissance       | Eugène Leterrier en Albert Vanloo                                  |
| 1876        | Kosiki                     | 3 bedrijven | 18 oktober 1876, Parijs, Théâtre Renaissance        | William Busnach en Armand Liorat                                   |
| 1876-1877   | La Marjolaine              | 3 bedrijven | 3 februari 1877, Parijs, Théâtre Renaissance        | Eugène Leterrier en Albert Vanloo                                  |
| 1877        | Le Petit Duc               | 3 bedrijven | 25 januari 1878, Parijs, Théâtre Renaissance        | Henri Meilhac en Ludovic Halévy                                    |
| 1878        | La Camargo                 | 3 bedrijven | 20 november 1878, Parijs, Théâtre Renaissance       | Eugène Leterrier en Albert Vanloo                                  |
| 1879        | La Petite Mademoiselle     | 3 bedrijven | 12 april 1879, Parijs, Théâtre Renaissance          | Henri Meilhac en Ludovic Halévy                                    |
| 1879        | La Jolie Persane           | 3 bedrijven | 28 oktober 1879, Parijs, Théâtre Renaissance        | Eugène Leterrier en Albert Vanloo                                  |
| 1880        | Janot                      | 3 bedrijven | 22 januari 1881, Parijs, Théâtre Renaissance        | Henri Meilhac en Ludovic Halévy                                    |
| 1881        | Le Jour et la nuit         | 3 bedrijven | 5 november 1881, Parijs, Théâtre des Nouveautés     | Eugène Leterrier en Albert Vanloo                                  |
| 1882        | Le Cœur et la main         | 3 bedrijven | 19 oktober 1882, Parijs, Théâtre des Nouveautés     | Charles Nuitter en Alexandre Beaumont                              |
| 1882        | La Princesse de Canaries   | 3 bedrijven | 9 februari 1883, Parijs, Folies Dramatiques         | Henri Chivot, Alfred Duru                                          |
| 1883-1884   | L'Oiseau bleu              | 3 bedrijven | 16 februari 1884, Parijs, Théâtre des Nouveautés    | Henri Chivot, Alfred Duru                                          |
| 1884-1885   | La Vie mondaine            | 3 bedrijven | 13 februari 1885, Parijs, Théâtre des Nouveautés    | Émile de Najac en Paul Ferrier                                     |
| 1886        | Plutus                     | 3 bedrijven | 31 maart 1886, Parijs, Opéra-Comique                | Albert Millaud en Gaston Jollivet                                  |
| 1887        | Ali-Baba                   | 4 bedrijven | 11 november 1887, Brussel, Alhambra                 | Albert Vanloo en William Busnach                                   |
| 1887-1888   | La Volière                 | 3 bedrijven | 11 februari 1888, Parijs, Théâtre des Nouveautés    | Charles Nuitter en Alexandre Beaumont                              |
| 1890        | L'Égyptienne               | 3 bedrijven | 8 november 1890, Parijs, Folies Dramatiques         | Charles Nuitter, Alexandre Beaumont en Henri Chivot                |
| 1895-1896   | Ninette                    | 3 bedrijven | 28 februari 1896, Parijs, Bouffes-Parisiens         | Nicolaïe Clairville, Eugène Hubert, Lebeau en Christian de Trogoff |
| 1899-1900   | La Belle au bois dormant   | 3 aktes     | 19 februari 1900, Parijs, Bouffes-Parisiens         | Georges Duval en Albert Vanloo                                     |
| 1902-1903   | Yetta                      | 3 bedrijven | 19 februari 1903, Brussel, Galeries St. Hubert      | Fernand Beissier                                                   |
| 1911        | La Trahison de Pan         | 1 akte      | 13 september 1911, Aix-les-Bains, Théâtre du Cercle | Stéphane Bordèse                                                   |

#### Operettes
| Voltooid in | titel | aktes       | première                                                       | libretto                                                                      |
| ----------- | --- | ----------- | -------------------------------------------------------------- | ----------------------------------------------------------------------------- |
| 1857        | Le Docteur Miracle | 1 acte      | 8 april 1857, Parijs, Bouffes-Parisiens                        | Léon Battu en Ludovic Halévy                                                  |
| 1858        | Huis-Clos | 1 akte      | 28 januari 1859, Parijs, Folies-Nouvelles, nu: Théâtre Déjazet | Adolphe Guénée en Adolphe Marquet                                             |
| 1864        | Le Baiser à la porte | 1 akte      | 26 maart 1864, Parijs, Folies-Nouvelles, nu: Théâtre Déjazet   | Jules de la Guette                                                            |
| 1864        | Liliane et Valentin | 1 akte      | 25 mei 1864, Parijs, Théâtre des Champs Elysées                | Jules de la Guette                                                            |
| 1865        | Ondines au champagne | 1 akte      | 1865, Parijs, Folies Marigny                                   | Hippolyte Lefebvre, Jules Pélissié pseudoniem van: Victorien Sardou, en Merle |
| 1866        | Le Myosotis | 1 akte      | 2 mei 1866, Parijs, Palais Royal                               | A. de Noé en William Busnach                                                  |
| 1867        | Le Cabaret de Ramponneau | 1 akte      | 11 oktober 1867, Paris, Folies Marigny                         | Amédée Boudin en Jules le Sire                                                |
| 1868        | Fleur de Thé | 2 bedrijven | 11 april 1868, Parijs, Théâtre Athénée                         | Henri Chivot en Alfred Duru                                                   |
| 1868        | Gandolfo | 1 akte      | 16 januari 1869, Parijs, Bouffes-Parisiens                     | Henri Chivot en Alfred Duru                                                   |
| 1869        | Deux Portières pour un cordon; (samen met: Hervé, pseudoniem van: Florimond Ronger, Isidore Legouix en Georges Maurice)                                                             | 1 akte      | 19 maart 1869, Parijs, Palais Royal                            | Lucian, Hippolyte Lefebvre                                                    |
| 1871        | Le Barbier de Trouville | 1 akte      | 19 november 1871, Parijs, Bouffes-Parisiens                    | Adolphe Jaime (fils) en Jules Noriac                                          |
| 1871        | Sauvons la caisse | 1 akte      | 22 december 1871, Parijs, Tertulia                             | Jules de la Guette                                                            |
| 1878        | Le Grand Casimir | 3 bedrijven | 11 januari 1879, Parijs, Théâtre des Variétés                  | Jules Prével en Albert de Saint-Albin                                         |
| 1880        | L'Arbre de Noël |             | 4 oktober 1880, Parijs, Porte-St-Martin                        | Eugène Leterrier, Albert Vanloo en Arnold Mortier                             |
| 1880        | La Roussotte; (samen met: Hervé, pseudoniem van: Florimond Ronger, en Marius Boullard)                                                                                              | 3 bedrijven | 28 januari 1881, Parijs, Théâtre des Variétés                  | Henri Meilhac, Ludovic Halévy en Albert Millaud                               |
| 1886        | Les Grenadiers de Mont-Cornette | 3 bedrijven | 4 januari 1887, Parijs, Bouffes-Parisiens                      | Daunis, Lucien Delormel en Edouard Phjilippe                                  |
| 1898        | Ruse d'amour | 1 akte      | 26 juni 1898, Boulogne-sur-Mer, Casino                         | Stephan Bordèse                                                               |
| 1903        | Rose mousse | 1 akte      | 28 januari 1904, Parijs, Capucines                             | André Alexandre en Peter Carin                                                |
| 1904        | La Salutiste | 1 akte      | 14 januari 1905, Parijs, Capucines                             | Fernand Beissier                                                              |
| 1905        | Les Poupées de M. Dupont | 1 akte      | 26 mei 1905, Parijs, Théâtre des Variétés                      | Paul Gavault                                                                  |
| 1914        | Miousic (samen met: Rodolphe Berger, Charles Cuvillier, Jules Erlanger, Reynaldo Hahn, Henri Hirchmann, Louis Lecombe, Xavier Leroux, André Messager, Willy Redstone en Paul Vidal) | 2 bedrijven | 21 maart 1914, Parijs, Olympia                                 | Paul Ferrier                                                                  |

#### Balletten
| Voltooid in | titel       | aktes       | première                             | libretto                | choreografie          |
| ----------- | ----------- | ----------- | ------------------------------------ | ----------------------- | --------------------- |
| 1898        | Barbe-Bleue | 3 taferelen | 12 mei 1898, Parijs, Olympia         | Richard de Saint-Geniès |                       |
| 1899        | Le Cygne    | 1 akte      | 20 april 1899, Parijs, Opéra-Comique | Catulle Mendès          | Mariquita (1830-1922) |

#### Toneelmuziek
- 1868 Le Carnaval d'un merle blanc, toneelstuk met muziek - tekst: Henri Chivot, Alfred Duru
- 1894 Nos bons chasseurs, vaudeville in 3 bedrijven - première: 10 april 1894, Parijs, Nouveau-Théâtre - libretto: Paul Bilhaud en Michel Carré